# 傑夫·安德拉
傑夫·路易士·安德拉（Jeffery Louis Andra，1975年9月9日—）為美國的棒球選手，曾經效力於中華職棒興農牛隊，守備位置為投手，曾經一度和勇壯、世介勇並稱興農三勇。2004年因為被球迷戲稱為「寒冰掌」的家族遺傳怪病發作，投球的左手無法得到熱度而失去控球觸感，在季末甚至必須針灸治療。後於2005年兼任投手教練，同年球季結束後返美。
如同勇壯、世介勇等其他大部分興農牛隊外籍球員，飛勇之名亦是興農公司以其旗下農藥產品命名，該農藥名稱為「肥勇」。

## 經歷
- 中華職棒興農牛隊
- 中華職棒興農牛隊投手教練

## 職棒生涯成績

### 中華職棒
- (粗黑體字為該年度最佳或最高成績)

| 年度 | 球隊   | 出賽 | 先發 | 勝投 | 敗投 | 完投 | 完封 | 救援 | 中繼 | 奪三振 | 四死 | 投球局數 | 責失 | 防禦率 |
| ---- | ------ | ---- | ---- | ---- | ---- | ---- | ---- | ---- | ---- | ------ | ---- | -------- | ---- | ------ |
| 2003 | 興農牛 | 30   | 25   | 14   | 3    | 0    | 0    | 1    | －   | 149    | 61   | 183.1    | 41   | 2.01   |
| 2004 | 興農牛 | 21   | 11   | 6    | 3    | 1    | 0    | 2    | －   | 68     | 24   | 85.1     | 23   | 2.42   |
| 2005 | 興農牛 | 20   | 6    | 5    | 4    | 0    | 0    | 2    | 0    | 31     | 14   | 49.1     | 36   | 6.57   |
| 合計 | 3年    | 71   | 42   | 25   | 10   | 1    | 0    | 5    | 0    | 248    | 99   | 318.0    | 100  | 2.83   |

## 外部連結
- 傑夫·安德拉在台灣棒球維基館上的頁面（繁體中文）
- 傑夫·安德拉在中華職棒
- 傑夫·安德拉在Baseball-Reference.com（小聯盟以及海外聯盟）（英语）
- 傑夫·安德拉在The Baseball Cube（英语）

| 前任： 宋肇基 | 中華職棒最佳十人獎（投手） 2003年       | 繼任： 林英傑 |
| 前任： 彭政閔 | 中華職棒總冠軍賽優秀球員獎(勝方) 2004年 | 繼任： 戰玉飛 |